# Winthrop, Minnesota
Winthrop är en ort i Sibley County i Minnesota. Orten fick sitt namn efter John Winthrop som hade varit guvernör i Massachusetts Bay-kolonin. Enligt 2010 års folkräkning hade Winthrop 1 399 invånare.